# Clephydroneura pulla
Clephydroneura pulla är en tvåvingeart som beskrevs av H. Oldroyd 1938. Clephydroneura pulla ingår i släktet Clephydroneura och familjen rovflugor. Inga underarter finns listade i Catalogue of Life.